# Махмудлу Мухаммад Магеррам оглы

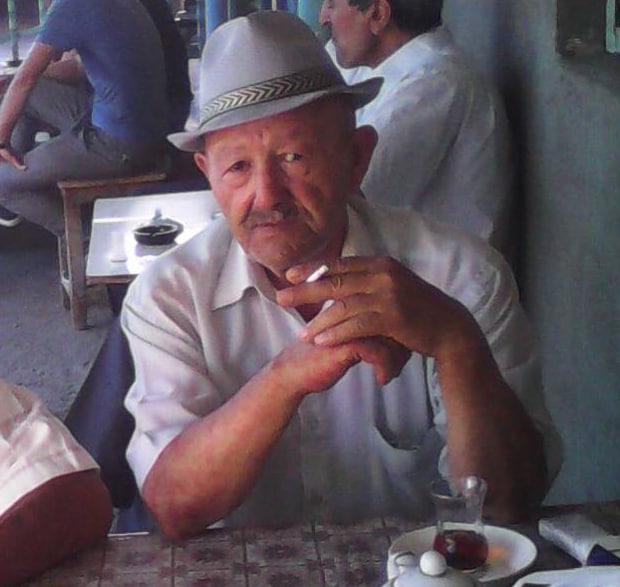
Фотография Мухаммада Махмудлу

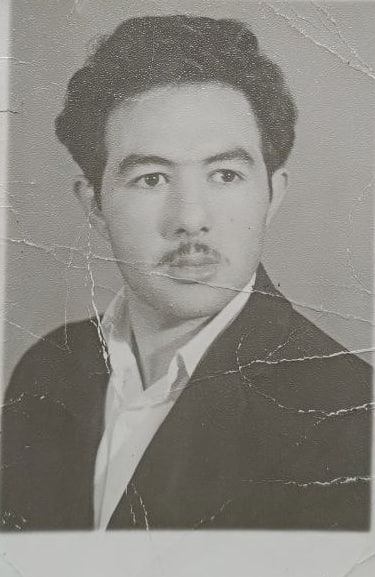
Мухаммад Махмудов (1972 год)

Махмудлу Мухаммад Магеррам оглы (aзерб. Mahmudlu Məhəmməd Məhərrəm oğlu; 1 мая 1945, Агстафа — 25 апреля 2021, Агстафа) — азербайджанский и советский поэт. Написал больше 100 произведений и выпустил свою книгу "Yaşamaq istəyirəm". Был вызван на интервью к Рашиду Баргюшадлы

## Биография

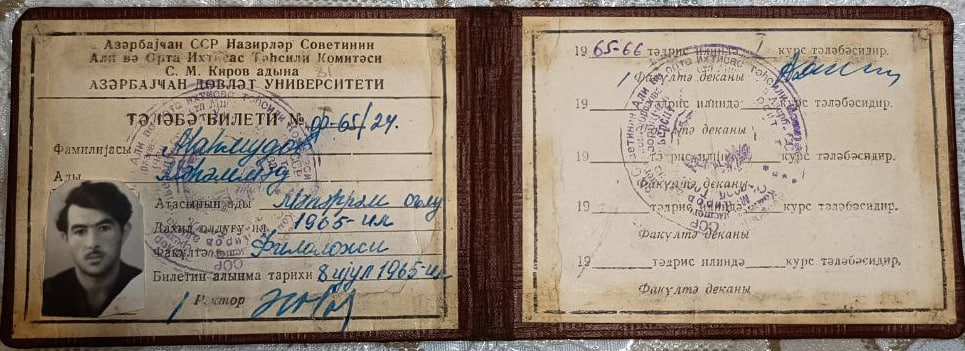
Студенческий билет

Махмудлу Мухаммад Магеррам оглы родился 1 мая 1945 в селе Муганлы Агстафинского района. В 1963 году окончил среднюю школу в родном селе, а через два года поступил на филологический факультет Азербайджанского государственного университета. Он интересовался поэзией со школьных лет и в разные годы писал стихи разного содержания. Многие из его стихов опубликованы на страницах прессы и в книжных сборниках.

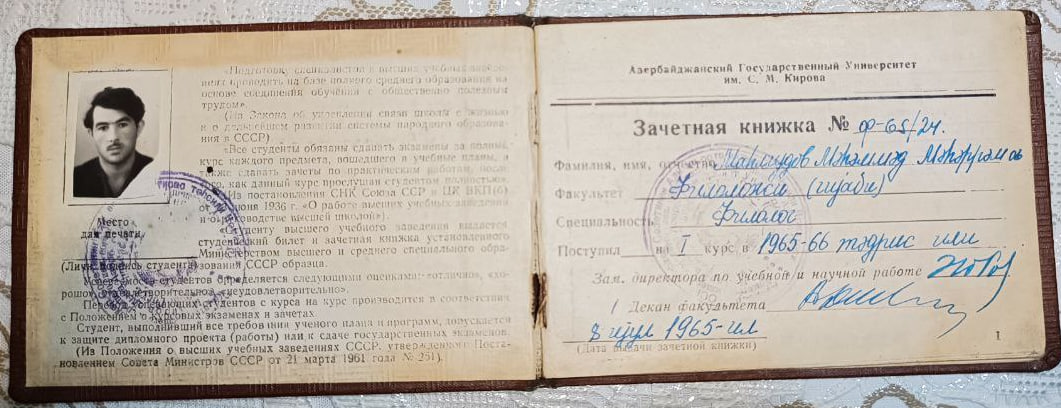
Зачетная книжка

## Творчество
Махмудлу Мухаммад написал очень много произведений. Сам он восхищался произведениями Самеда Вургуна, Гусейна Арифа и Бахтияра Вахабзаде. Стихи Мухаммада любят читать и выкладывают в разные социальные сети. По его сочинениям чувствовалось, что его перо постепенно взрослеет, а его стихи различного содержания обретают новые смыслы. В каждом стихотворении Мухаммад пытался создать очень красивые образцы Азербайджанской поэзии. В каждой строке стихотворений слышны удары любящего сердца, а в каждой строфе эмоции, заставляющие сердце таять: 
Neyləyirsən ürəyimi dağlayıb,
Üzün məndən döndərməyin bəs elər, 
Pərvanəni öldürməksə xəyalın,
Elə şamı söndürməyin bəs elər…

(с) Mahmudlu Məhəmməd
Стихи Мухаммада о Родине, матери, родном селе, загадочных красотах Азербайджана. Каждый слушающий находит в этих стихах свои желания и слышит голос своего сердца. В своих стихах он умело использует художественные аллюзии, интересные контрасты и убедительные сравнения:
Torpağa torpaqtək baxmayaq,onda  
Kitaba sığmayan nəğmələr yatır, 
Torpaq bir nənədir - qoynunda min-min 
Мənim nәnəm kimi nənələr yatır…

(с) Mahmudlu Məhəmməd
Источники
1. ↑  Adımıza "nakam" dedilər... (азерб.). Manera.Az. Дата обращения: 11 мая 2025.
2. ↑  Hikmət MUĞALOĞLU(QURBANOV). MƏHƏMMƏD  MAHMUDOV  GÖRÜŞ (30 января 2021). Дата обращения: 11 мая 2025.
3. ↑  Resad Babayev. MƏHƏMMƏD MAHMUDOV...NƏNƏ DEMƏYIN (28 апреля 2021). Дата обращения: 11 мая 2025.

 {{hangon}}